# Dolné Orešany
Dolné Orešany (allemand : Unternußdorf , hongrois : Alsódiós) est un village de Slovaquie situé dans la région de Trnava.

## Histoire
Première mention écrite du village en 1235.

## Démographie

### Évolution de la population
| Année:               | 1994. | 2004.   | 2014.   | 2024.    |
| -------------------- | ----- | ------- | ------- | -------- |
| Nombre de personnes: | 1178  | 1196    | 1275    | 1430     |
| Différence:          |       | +1,52 % | +6,60 % | +12,15 % |

| Année:               | 2023. | 2024.   |
| -------------------- | ----- | ------- |
| Nombre de personnes: | 1429  | 1430    |
| Différence:          |       | +0,06 % |